# Lithophyllum tedeschii
Lithophyllum  tedeschii P. Fravega, M. Piazza & G. Vannucci, 1993  é o nome botânico  de uma espécie de algas vermelhas marinhas pluricelulares do gênero Lithophyllum, família Corallinaceae.

## Sinonímia
- Não apresenta sinônimos.